# La Notte, la Notte
La Notte, la Notte je druhé studiové album francouzského zpěváka Étienna Daha. Vydáno bylo v roce 1984 společností Virgin Records a jeho producentem byl Franck Darcel. V roce 1985 album získalo zlatou desku. O deset let později pak platinovou. V roce 2014 vyšlo album v rozsáhlé reedici.

## Seznam skladeb

### Původní verze
1. „Week-end à Rome“ (Étienne Daho) – 4:12
2. „Signé Kiko“ (Étienne Daho, Arnold Turboust) – 4:06
3. „Le Grand Sommeil“ (Étienne Daho) – 4:02
4. „Promesses“ (Étienne Daho, Franck Darcel) – 3:52
5. „Poppy Gene Tierney“ (Étienne Daho, Arnold Turboust) – 3:45
6. „Sortir ce soir“ (Étienne Daho, Franck Darcel) – 4:07
7. „Et si je m'en vais avant toi“ (Françoise Hardyová) – 3:30
8. „Laisse tomber les jaloux“ (Étienne Daho, Franck Darcel) – 4:45
9. „Jack, tu n'es pas un ange“ (Étienne Daho) – 4:01
10. „Saint Lunaire, dimanche matin“ (Étienne Daho, Arnold Turboust) – 3:56

### Reedice (2014)
Disk 1 (původní album s bonusy)
1. „Week-End a Rome“
2. „Signé Kiko“
3. „Le Grand Sommeil“
4. „Promesses“
5. „Poppy Gene Tierney“
6. „Sortir Ce Soir“
7. „Et Si Je M'En Vais Avant Toi“
8. „Laisse Tomber Les Jaloux“
9. „Jack Tu N'Es Pas Un Ange“
10. „Saint-Lunaire Dimanche Matin“
11. „Week-End a Rome“ (alternativní mix)
12. „Signé Kiko“ (alternativní mix)
13. „Le Grand Sommeil“ (alternativní mix)
14. „Tombé Pour La France“ (alternativní verze)
15. „La Ballade D'Edie S.“
16. „Et Si Je M'en Vais Avant Toi“ (duet s Françoise Hardyovou)
17. „Chez Les Yé-Yé“
18. „Arnold Layne“ (Syd Barrett)
19. „Sunday Morning“ (Lou Reed, John Cale) (alternativní mix)

Disk 2 (koncertní nahrávky, dema a rarity)
1. „Signé Kiko“ (koncertní nahrávka)
2. „Le Grand Sommeil“ (koncertní nahrávka)
3. „Sortir Ce Soir“ (koncertní nahrávka)
4. „Arnold Layne“ (koncertní nahrávka)
5. „Week-End a Rome“ (koncertní nahrávka)
6. „Tombé Pour La France“ (koncertní nahrávka)
7. „Promesses“ (koncertní nahrávka)
8. „Beat Hôtel“ (demonahrávka)
9. „Entr'ouvert“ (demonahrávka)
10. „Swinging London“ (demonahrávka)
11. „Sortir Ce Soir“ (demonahrávka)
12. „Lucille“ (demonahrávka)
13. „Tombé Pour La France“ (demonahrávka)
14. „La Ballade D'Edie S.“ (alternativní mix)
15. „Poppy Gene Tierney“ (koncertní nahrávka)
16. „Week-End a Rome“ (alternativní verze)
17. „Patch Up My Heart“ (alternativní verze)
18. „Sortir Ce Soir“ (alternativní verze)